# Сузелятка
Сузеля́тка (рос. Сузелятка, ерз. Сузелятка) — село у складі Єльниківського району Мордовії, Росія. Входить до складу Стародівиченського сільського поселення.
Населення — 26 осіб (2010; 35 у 2002).
Національний склад (станом на 2002 рік):
- росіяни — 94 %